# 洪芬飞
洪芬飞（1954年9月1日—），生于浙江宁波，越剧女演员，擅长小旦，一级演员。1970年，进入宁波市京剧团。1980年，进入宁波市越剧团。表演上师承傅全香。代表作有越剧《情探》《钗头凤》《七娘救夫》《琼浆玉露》《杜十娘》等。